# 余島

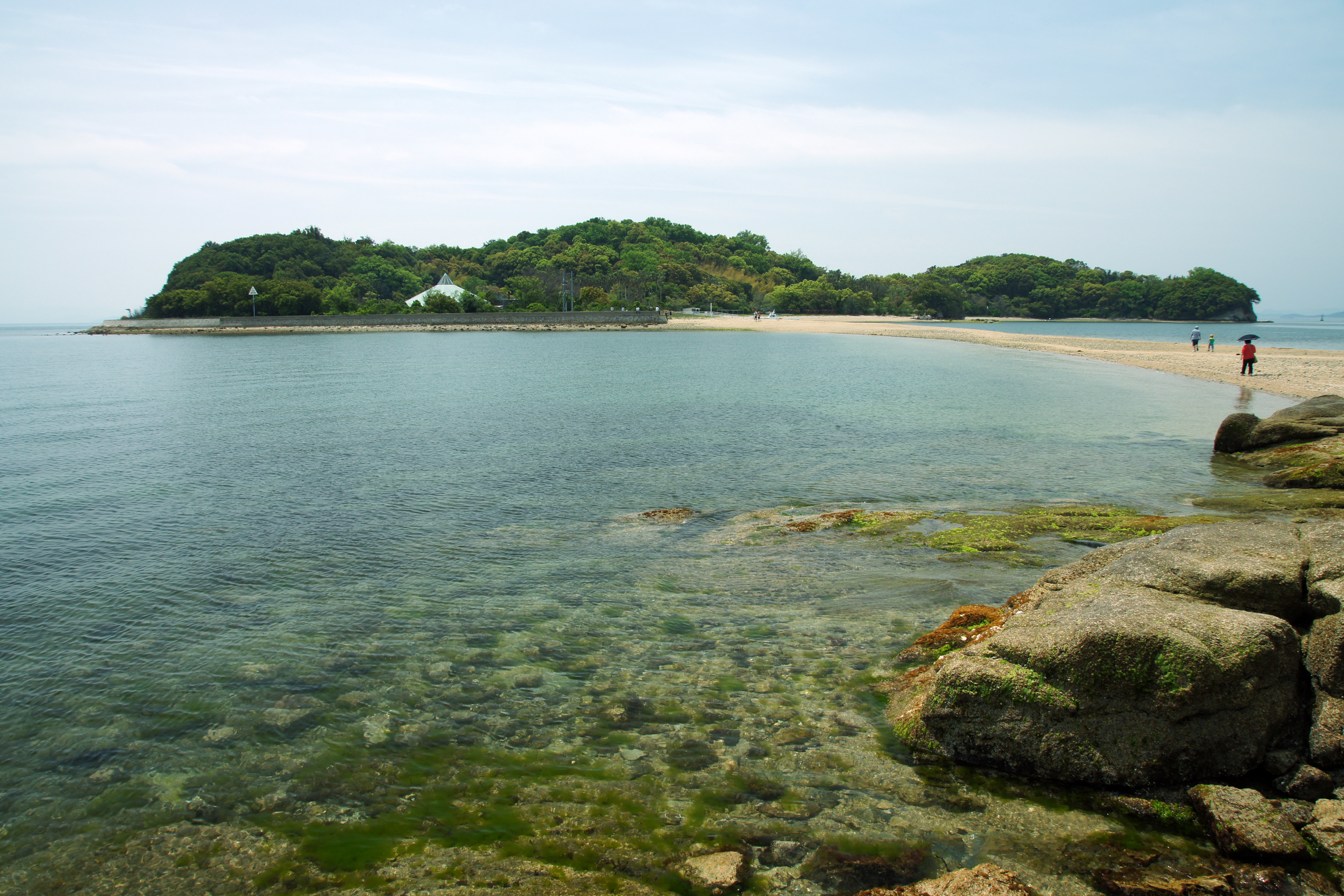
大余島

余島（よしま）は香川県小豆郡土庄町字余島に位置する島々の総称。また、特にその島々の中で最大面積の大余島を指して使用される場合もある。

## 概要

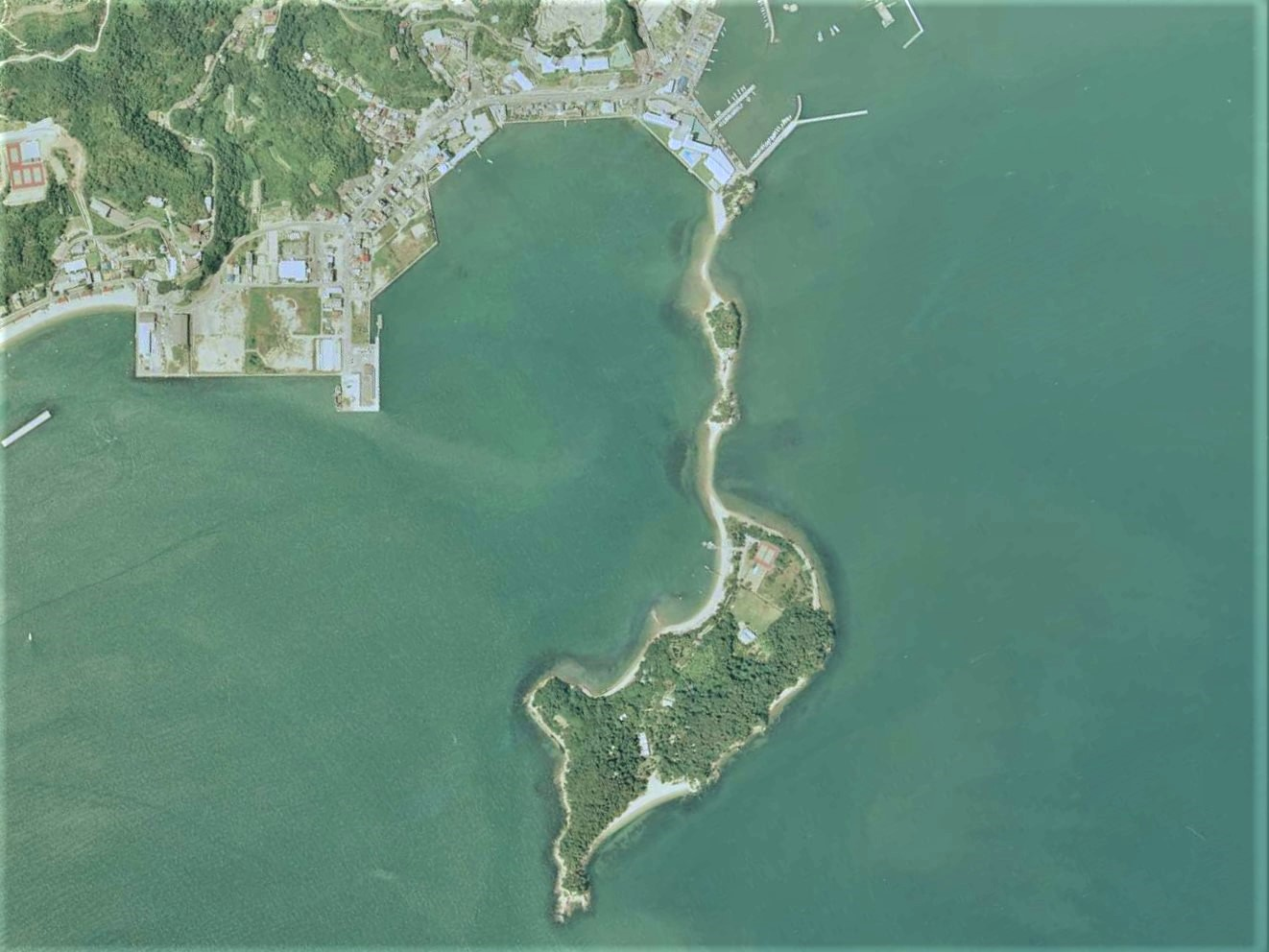
余島付近の空中写真（1992年撮影）
各島が砂州で繋がれている様子が分かる。

元々は北から弁天島、小余島、中余島、大余島の4島の総称であり、余島という名称は「四島」と呼ばれていたものが転化したものと言われている。その後弁天島は埋め立てで小豆島（前島）と陸続きになった他、小余島と中余島は法定上一つの島（中余島と呼称）として扱われるようになったため、現在は中余島及び大余島の2島の総称となっている。
面積は中余島が8635.5m2、大余島が14万4366.6m2である。島の最高地点は中余島で20m、大余島で44m。ちなみに現在は陸続きでかつての弁天島に相当する部分の標高は16.3mである。全島とも地質は黒雲花崗岩で形成され、島の周囲では海食崖が発達し、クロマツが白砂青松を形成している。
大余島では1950年（昭和25年）に公益財団法人神戸YMCAが余島野外活動センターというキャンプ場を設置して以来、大余島は全域が同法人の借地（所有者は別の個人）となっている。電力や水道及び固定電話は引かれている一方、この島々が所属する小豆郡土庄町字余島は日本郵便株式会社から交通困難地に指定されており、直接郵便物は届かない。

## エンジェルロード
この島々の特徴として、満潮時には離れ小島となるが、干潮時には全島が砂州で一直線に繋がる陸繋島となることが挙げられる（タイダル・アイランド）。この干潮時だけに現れる砂の道はエンジェルロードと呼ばれ、「道の真ん中で手をつないだカップルは結ばれる」と口コミで噂が広がり、恋人の聖地、縁結びスポットとして小豆島のパンフレットにも載る観光地となっている。